# Paracilicaea cordylina
Paracilicaea cordylina är en kräftdjursart som beskrevs av Brian Frederick Kensley1984. Paracilicaea cordylina ingår i släktet Paracilicaea och familjen klotkräftor. Inga underarter finns listade i Catalogue of Life.